# Eugen Volz
Eugen Volz (* 2. März 1932 in Tübingen; † 19. Mai 2019 in Ellwangen) war ein deutscher Jurist und Politiker der CDU.

## Leben
Volz ging in Bad Mergentheim zur Schule, wo er auf dem dortigen Gymnasium das Abitur ablegte. Danach studierte er Rechtswissenschaften an den Universitäten Würzburg, München und Tübingen. Er wurde 1952 Mitglied im W.K.St.V. Unitas Markomannia zu Tübingen. Seine Staatsprüfungen machte er 1956 und 1960. 1958 promovierte er zum Dr. jur.
Seine politische Karriere begann 1954 mit dem Eintritt in die CDU. 1965 bis 1969 war er Referent beim Wehrbeauftragten des Deutschen Bundestages Matthias Hoogen, anschließend war Volz beim Landtag von Baden-Württemberg tätig, in den er selbst 1972 für den Wahlkreis Aalen-Ellwangen als Abgeordneter einzog. Ab 1976 zog er stets über ein Direktmandat im Wahlkreis Aalen in den Landtag ein.
1978 holte ihn Ministerpräsident Lothar Späth in die Landesregierung, doch hatte er als politischer Staatssekretär im Justizministerium keinen Sitz und keine Stimme im Kabinett. Dieses Amt übte Volz auch nach den Landtagswahlen 1980, 1984 und 1988 aus. 1991 wechselte er in gleicher Funktion in das Finanzministerium im ersten Kabinett von Ministerpräsident Erwin Teufel. Nach der Landtagswahl 1992 gehörte Volz nicht mehr dem Landtag an und er gab sein Amt als Staatssekretär auf. Danach amtierte er bis 1996 als Präsident der Landesanstalt für Kommunikation Baden-Württemberg (LfK) Sein Nachfolger als Staatssekretär wurde Werner Baumhauer.

## Auszeichnungen
- Großes Bundesverdienstkreuz[1]
- Verdienstmedaille des Landes Baden-Württemberg[1]